# Bisdom Simla-Chandigarh
Het bisdom Simla-Chandigarh (Latijn: Dioecesis Simlensis et Chandigarhensis) is een rooms-katholiek bisdom met als zetels Shimla en Chandigarh, in India. Het bisdom is suffragaan aan het aartsbisdom Delhi. 

## Geschiedenis
Een eerste aartsbisdom Simla werd op 13 september 1910 opgericht, uit delen van het aartsbisdom Agra en het bisdom Lahore. Op 13 april 1937 veranderde het van naam naar aartsbisdom Delhi-Simla. Dit wordt gezien als een voorloper van het huidige aartsbisdom Delhi. 
Het bisdom Simla werd voor een tweede maal opgericht op 4 juni 1959, als afsplitsing van het aartsbisdom Delhi en Simla. Op 12 mei 1964 veranderde het van naam naar bisdom Simla-Chandigarh. 

## Parochies
Het bisdom had in 2020 een oppervlakte van 83.560 km2 en telde 21.533.000 inwoners waarvan 0,1% rooms-katholiek was.

## Bisschoppen
- John Burke (4 juni 1959 - 3 augustus 1966)
  - Joseph Alexander Fernandes (apostolisch administrator: 1966 - 13 april 1967)
- Alfred Fernández (13 april 1967 - 25 juni 1970)
- Gilbert Blaize Rego (11 maart 1971 - 10 november 1999)
- Gerald John Mathias (22 december 1999 - 8 november 2007)
- Ignatius Loyola Ivan Mascarenhas (10 februari 2009 - heden)

## Galerij van afbeeldingen

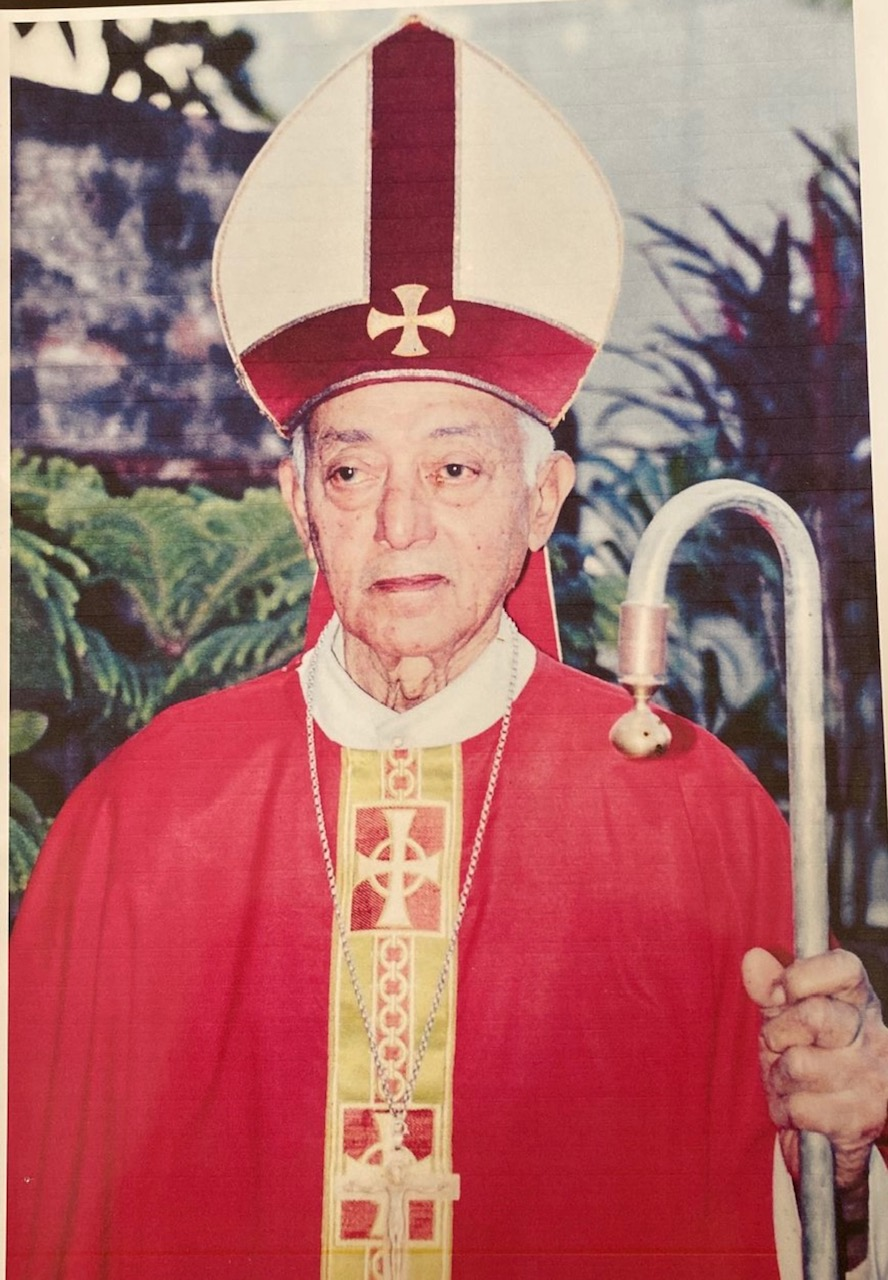
Bisschop Gilbert Blaize Rego (1971-1999)

Delhi (aartsbisdom) · Jammu-Srinagar · Jullundur · Simla-Chandigarh